# Fruitland (Carolina del Norte)
Fruitland es un lugar designado por el censo ubicado en el condado de Henderson en el estado estadounidense de Carolina del Norte. La localidad en el año 2010, tenía una población de 2.031 habitantes.

## Geografía
Fruitland se encuentra ubicado en las coordenadas 35°23′51.84″N 82°25′2.99″O / 35.3977333, -82.4174972. 